# 푸총 (도시)

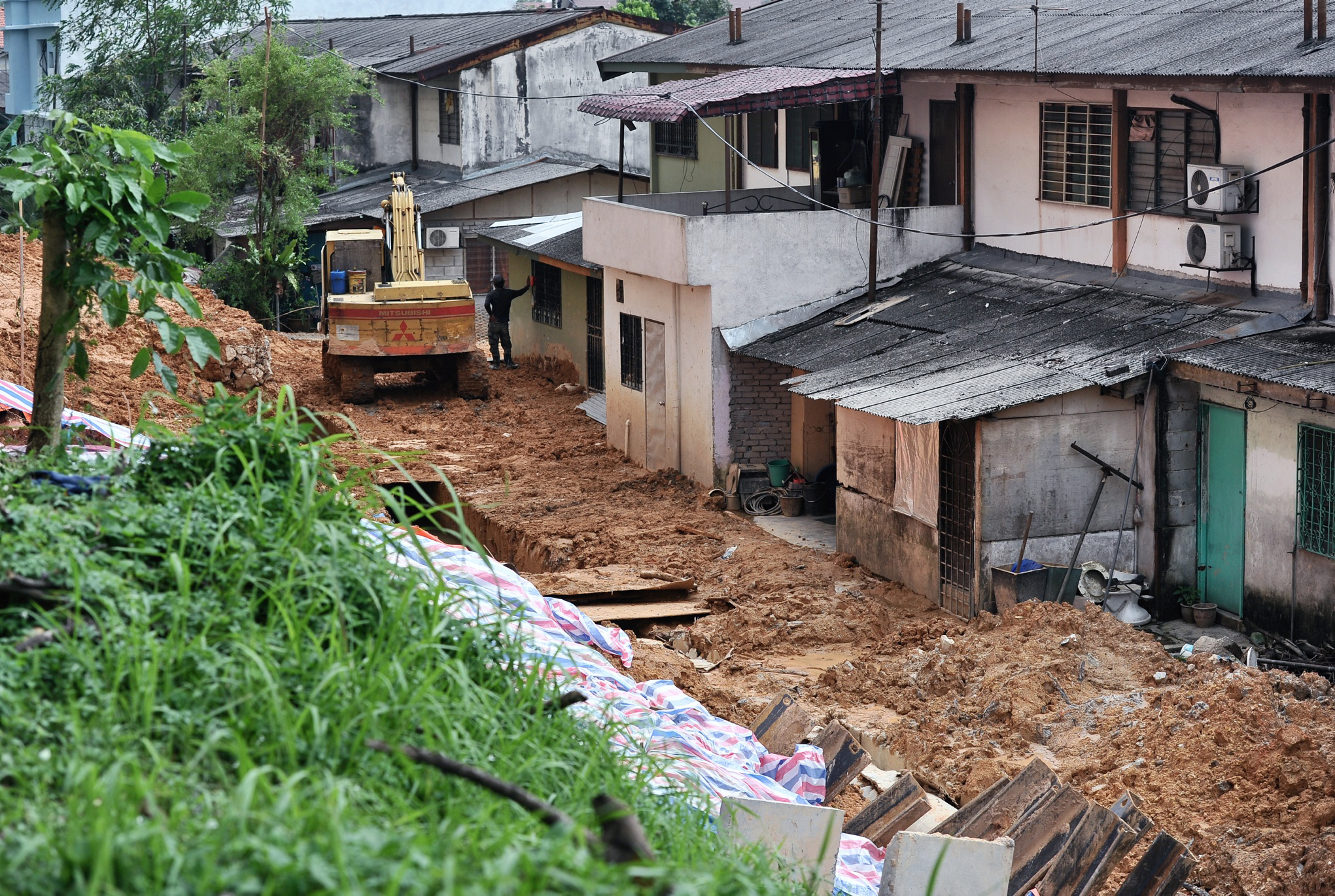

푸총(말레이어: Puchong)은 말레이시아 슬랑오르 주에 위치한 도시이다. 쿠알라룸푸르의 위성 도시로, 2016년 기준 인구는 약 40만 명 정도이다.